# Wilford
Wilford est un village situé au sud de Nottingham au Royaume-Uni dans les Midlands de l'Est, au bord du fleuve Trent.
Sa population est de 4 428 habitants.[Quand ?] La paroisse a été divisée en North Wilford et South Wilford en 1887.